# Thetis Lake
Thetis Lake är en sjö i Kanada.   Den ligger i provinsen British Columbia, i den södra delen av landet, 3 600 km väster om huvudstaden Ottawa. Thetis Lake ligger 68 meter över havet. Arean är 0,11 kvadratkilometer.
I omgivningarna runt Thetis Lake växer i huvudsak barrskog. Runt Thetis Lake är det mycket tätbefolkat, med 1 313 invånare per kvadratkilometer.